# Lonchotura
Lonchotura är ett släkte av fjärilar. Lonchotura ingår i familjen Sematuridae.
Kladogram enligt Catalogue of Life:
| Lonchotura | \| \| Lonchotura dutreuxi \| \| \| \| \| \| Lonchotura fassli \| \| \| \| \| \| Lonchotura genevana \| \| \| \| \| \| Lonchotura ocylus \| \| \| \| \| \| Lonchotura peruviana \| \| \| \| |
|            | \| \| Lonchotura dutreuxi \| \| \| \| \| \| Lonchotura fassli \| \| \| \| \| \| Lonchotura genevana \| \| \| \| \| \| Lonchotura ocylus \| \| \| \| \| \| Lonchotura peruviana \| \| \| \| |
|            | Anurapteryx |
|            | |
|            | Apoprogones |
|            | |
|            | Coronidia |
|            | |
|            | Homidiana |
|            | |
|            | Nothus |
|            | |
|            | Lonchotura dutreuxi |
|            | |
|            | Lonchotura fassli |
|            | |
|            | Lonchotura genevana |
|            | |
|            | Lonchotura ocylus |
|            | |
|            | Lonchotura peruviana |
|            | |

|  | Lonchotura dutreuxi  |
|  |                      |
|  | Lonchotura fassli    |
|  |                      |
|  | Lonchotura genevana  |
|  |                      |
|  | Lonchotura ocylus    |
|  |                      |
|  | Lonchotura peruviana |
|  |                      |